# Casa Vilaplana
La Casa Vilaplana sita en la calle Joan Cantó número 8 de Alcoy (Alicante), Comunidad Valenciana, es un edificio residencial de estilo modernismo valenciano construido en el año 1906, obra del arquitecto Vicente Pascual Pastor.
Fue construido a instancias de Enrique Vilaplana Juliá, presidente del Monte de Piedad y Caja de Ahorros de Alcoy, para su residencia particular. En las proximidades se levantó con posterioridad, realizada por el mismo arquitecto, la sede de la entidad.

## Descripción
Se trata de un edificio de tres plantas, en el que se establecen relaciones de carácter distinto entre el jardín posterior y la calle. En ambos casos, desde el espacio exterior, se accede por puerta central. La escalera se sitúa en el exterior, se accede por puerta central. La escalera se sitúa en el segundo vano de estructura, en relación con la calle, pegada a la medianera derecha, ventilada e iluminada a través de lucernario en la cubierta. Las distintas piezas habitables de la vivienda se disponen a ambos lados de un corredor longitudinal con los servicios (cocina, baño, excusado y lavabo) en la parte central, ventilado mediante dos pequeños patios laterales.
La distribución, permite obtener dos piezas a cada fachada reservándose el comedor y el gabinete para la trasera al jardín y el salón y el despacho para la principal a la calle, de tal modo que el comedor queda emplazado junto a la cocina y se establece una distinción entre la parte trasera de la vivienda, más doméstica y la delantera, recayente a la calle, entre un gineceo interior y un androceo más ligado al acceso.
La existencia de tres dormitorios solamente, para una vivienda de gran dimensión con cuatro estancias, indica una tendencia a la versatilidad en las salas "de estar", que es un indicador de modernidad. Lo mismo podemos decir de la situación del excusado, no en una galería semi-exterior, como era costumbre al uso, sino en lugar interior, muy central en la vivienda.
La fachada principal es plana, llena de acontecimientos que la integran en el universo del modernismo. Vicente Pascual es arquitecto formado en la escuela de Barcelona, que encuentra un buen caldo de cultivo en su ciudad para la incorporación de los nuevos códigos estéticos, por la existencia de una burguesía industrial que gusta de la innovación como forma de identificación y afirmación económica y social de clase rica e ilustrada.
Las entreplantas quedan bien diferenciadas por impostas de forjados. El remate del antepecho de la cubierta plana presenta almenas, a modo de prolongación de pilastras, que dotan ala fachada de un carácter medievalizante, muy al gusto modernista.
La composición es de tres huecos, en planta baja con puertas, aunque solo la central da acceso al zaguán y la escalera de subida a las dos plantas superiores. Los huecos de planta baja están recercados de piedra, de trazado doblemente curvilíneo, que se apoya en el zócalo. Sobre los huecos, el peralte del arco da lugar a capialzados de vidrio protegidos por reja de hierro forjado.
La cornisa del forjado de la planta primera, da lugar a tres balcones. El central es en el proyecto un hueco triple que fue unificado en la obra. Se trata de un gran hueco trilobulado, recercado de piedra, con un sistema doble que acentúa y enriquece las jambas y el dintel. Los huecos laterales en planta primera con dobles lóbulos de características asimilables al central.
En la planta superior, los tres huecos se hacen dobles y recaen a pequeños balcones geminados apoyados en ménsulas y bóvedas de corte clasicista. Los arcos son de lóbulo peraltado. 
La piedra de la fachada presenta almohadillado en planta baja y sillarejos muy texturados en el resto. Los recercados son pulidos. La rejería de balcones es de hierro forjado y las carpinterías en madera se protegen mediante persianas venecianas.
Los elementos comunes, zaguán y escalera son policromos en tonos muy pálidos, verdes, azules y amarillos, con motivos vegetales en todo el desarrollo de los mismos.